# Векслер, Климентий Иосифович
Климентий Иосифович Векслер  (род. 1932) — советский музыкант, скрипач и педагог, профессор.
Заслуженный артист Карельской АССР (1966). Заслуженный артист РСФСР (1991). Народный артист Республики Карелия (2012).

## Биография
В 1950 г. окончил среднюю музыкальную школу при Ленинградской консерватории (педагог — В. И. Шер).
В 1956 г. окончил Ленинградскую государственную консерваторию по специальности «скрипка».
С 1955 г. преподавал в Детской музыкальной школе Калининского района Ленинграда.
С 1956 г. солист Карельской государственной филармонии в Петрозаводске, преподаватель Детской музыкальной школе № 1 и музыкальном училище имени К. Э. Раутио.
В 1959 г. участвовал в Декаде Карельского искусства в Москве.
В 1964 г. окончил аспирантуру ЛОЛГК по специальности «скрипка», тема кандидатской диссертации «Скрипичные сонаты Л. Бетховена первого периода».
С 1967 г. преподаватель Петрозаводского филиала Ленинградской консерватории по классу скрипки, с 1971 г. — заведующий кафедрой струнных инструментов.
Является первым исполнителем многих произведений карельских композиторов, в частности Р. Пергамента, Г. Синисало, Р. Зелинского, Э. Патлаенко, Г. Вавилова, и других, ряд из которых записан Всесоюзной фирмой «Мелодия» на грампластинки.
К. И. Векслер является автором более чем 30 публикаций.

## Избранные публикации
Ранние сонаты Бетховена для скрипки и фортепиано (op. 12) // Людвиг ван Бетховен. 1770—1970 (к 200-летию со дня рождения): сб.статей.-
- Издательство Музыка.- Ленинград,1970.- С.174 — 196
- Векслер, К. И. Скрипичные сонаты Бетховена первого периода : автореферат диссертации на соискание ученой степени кандидата искусствоведения / К. И. Векслер ; Ленингр. гос. консерватория, Петрозав. филиал, Кафедра оркестровых инструментов. — Ленинград ; Петрозаводск : [б.и.], 1971. — 24 с.
- О некоторых основных функциях левой руки скрипача // Тезисы докладов научно-методической конференции, посвященной 60-летию Республики Карелия.- Петрозаводск, 1980.-С.13-14
- Вопросы интерпретации скрипичного концерта А.Глазунова (в свете высказываний Б.Асафьева)// Актуальные вопросы музыкального образования на современном этапе и наследие Б. В. Асафьева (к 100-летию со дня рождения). Тезисы докладов научно-практической конференции.- Петрозаводск, 1984.-С.30 −31
- Векслер, К. И. О комплексном подходе к исполнительской интерпретации // Художественная деятельность: эстетические, психологические и методические проблемы. — Петрозаводск, 1985. — С.82-83
- Четвёртая соната Бетховена для скрипки и фортепиано (опыт исполнительского анализа) // Вопросы теории и истории смычкового исполнительства. Сборник научных трудов Ленинградской государственной консерватории им. Н. А. Римского-Корсакова.- Ленинград, 1985.- С.166-182
- Векслер, К. И. Преломление педагогических принципов В. Шера в «24 виртуозных этюда для скрипки» // Актуальные вопросы советского музыкознания и музыкальной педагогики. — Петрозаводск, 1987
- К. И. Векслер. О некоторых аспектах работы над развитием внепозиционной техники левой руки скрипача. Учебно-методическое пособие для преподавателей ДМШ и музыкальных уилищ, учащихся и студентов музыкальных учебных заведений.- Петрозаводск, 1989
- Памятные встречи // Профессиональная музыка Карелии.- Петрозаводск, 1995.- С. 154—159
- О замечательном музыканте, дирижёре, народном артисте Карелии И.Шермане // Дирижёр И. Э. Шерман. Статьи. Письма. Воспоминания. — Изд. Российского института истории искусств. — С.-Петербург, 2002.- С. 178—183
- Педагог-исследователь, педагог-мыслитель, педагог-целитель //Вступительная статья к книге В.Мазеля «Скрипач и его руки».- Изд. Композитор.- С.Петербург, 2008.- С. 3-4
- В.Шер. Двадцать четрые виртуозных этюда для скрипки соло. Под ред. К. И. Векслера. Вступительная статья К. И. Векслера.- Изд. Композитор.- С.-Петербург, 2008
- Twenty-four Virtuoso Etudes for Violin Solo. Venjamin Sher. Edited by Klimenty Veksler. Foreword by Klimenty Veksler.- Carl Fisher Publishing House, LLC.- New York, 2009
- Векслер, К. Светлый дар : нет больше с нами замеч. музыканта и педагога, заслуж. деят. искусств РК, заслуж. работника высш. шк. РФ … Владимира Михайловича Федотова / К. Векслер // ТВР-Панорама. — 2010. — 24 нояб. (№ 48). — С. 11
- Вспоминая Владимира Касаткина // К 45-летию Петрозаводской консерватории. Сборник статей кафедры специального фортепиано.- Петрозаводск, 2015
- К. И. Векслер. Принципы игры и преподавания на скрипке по системе Ивана Галамяна.- Изд. Композитор.- С.-Петербург, 2015
- Векслер, К. И. Исследования. Методические труды. Эссе : сборник статей к 60-летию педагогической деятельности / Климентий Иосифович Векслер; [авт. вступ. ст. Алексей Гвоздев; науч. ред. Б. Д. Напреев; сост. Прасковья Таникова]. — Петрозаводск : Verso, 2015. — 141, [1] с., [8] л. фот. : нот. ил. ; 22 см. — Библиография в конце книги (61 назв.) и в подстрочных примечаниях. — Список работ К. И. Векслера: с. 139 (9 назв.). — ISBN 978-5-91997-179-5

## Семья
- Старший сын Леонид Клементьевич Векслер — Заслуженный артист Российской Федерации, концертмейстер первых скрипок в симфоническом оркестре Мариинского театра.

## Награды
- Медаль «За трудовое отличие» (1959)
- Заслуженный артист Карельской АССР (1966)
- Почётная грамота Совета Министров Карельской АССР (1972)
- Заслуженный артист РСФСР (1991)
- Орден Дружбы (2003)
- Народный артист Республики Карелия (2012)